# Günter Schimmel
Günter Schimmel (* 8. August 1937) ist ein deutscher ehemaliger Fußballspieler. In den 1950er und 1960er Jahren bestritt er über 200 Spiele in der zweitklassigen DDR-Liga. 

## Sportliche Laufbahn
Seine ersten DDR-Liga-Spiele bestritt Günter Schimmel in der Rückrunde der Saison 1954/55 für die Betriebssportgemeinschaft BSG Empor Wurzen. Er kam viermal zum Einsatz, wobei er stets als Rechtsaußenstürmer aufgeboten wurde. 
Nachdem er in der Übergangsrunde zum Wechsel vom Sommer-Frühjahr-Spielrhythmus zur Kalenderjahrsaison nach sowjetischem Vorbild nicht in der DDR-Liga gespielt hatte, wechselte er zur Saison 1956 zum DDR-Ligisten BSG Wismut Gera. Dort stellte ihn der Trainer Fritz Zerrgiebel zum Verteidiger um. Während Schimmel in den beiden ersten Spielzeiten mit zehn bzw. zwei Einsätzen nur sporadisch spielte, gelang ihm unter dem neuen Trainer Manfred Fuchs der Sprung in die Stammelf. Diesen Status konnte er bis zur Saison 1964/65 verteidigen. Als Wismut Gera 1965/66 in die Oberliga aufstieg, war Schimmel nur mit zehn Spielen in der Hinrunde am Erfolg beteiligt. 
In der Oberligasaison 1966/67 gehörte Schimmel nicht mehr zum Kader der Geraer 1. Mannschaft. Stattdessen kam er mit der Mannschaft der Oberligareserve in der Hin- und in der Rückrunde nur jeweils einmal zum Einsatz. 
Anschließend schloss sich Schimmel dem drittklassigen Bezirksligisten BSG Motor Hermsdorf an. Mit der Mannschaft stieg er 1969 in die DDR-Liga auf. In der Saison 1969/70 war er zunächst mit 20 Einsätzen und zwei Toren als linker Verteidiger Stammspieler, fehlte danach aber verletzt bei den restlichen zehn Punktspielen. Es folgten sofortiger Wiederabstieg und Aufstieg in die Saison 1971/72, in der Schimmel nur noch sieben DDR-Ligaspiele in der Hinrunde absolvierte. Am Saisonende beendete Günter Schimmel seine Laufbahn als Leistungsfußballer. 